# هرچه دوست داری صدایش کن
«هرچه دوست داری صدایش کن» (انگلیسی: Call It What You Want) ترانه‌ای است که توسط خواننده-ترانه‌سرای آمریکایی تیلور سوئیفت برای ششمین آلبوم استودیویی‌اش اعتبار (۲۰۱۷) ضبط شده‌است. این ترانه در ۳ نوامبر ۲۰۱۷ به عنوان یک تک‌آهنگ تبلیغاتی از آلبوم منتشر شد. این ترانه که یک اثر الکتروپاپ، آراندبی، ترپ و سینث‌پاپ است، توسط سوئیفت به همراه جک آنتونوف نوشته و تهیه شد. «هرچه دوست داری صدایش کن» پس از انتشار با تحسین منتقدان همراه بود.

## انتشار
پس از اینکه سوئیفت در اکتبر ۲۰۱۷ چندین مهمانی گوش‌دادن برگزار کرد، جایی که او ششمین آلبوم استودیویی خود با نام اعتبار را برای ۱۰۰ طرفدار از سراسر جهان پخش کرد، و و پس از انتشار «جذاب» به عنوان دومین تک‌آهنگ تبلیغاتی آلبوم در ۲ نوامبر ۲۰۱۷، سوئیفت ضمن ارسال تیزر ترانه در حساب‌های رسمی خود در توییتر و اینستاگرام، اعلام کرد که «هرچه دوست داری صدایش کن» را به عنوان سومین تک‌آهنگ تبلیغاتی اعتبار منتشر خواهد کرد. این ترک در نیمه‌شب ۳ نوامبر ۲۰۱۷ همراه با ویدئویی از متن ترانه در یوتیوب منتشر شد.

## آهنگسازی
«هرچه دوست داری صدایش کن» به عنوان یک «بالاد الکتروپاپ خوش‌ساخت»، «اتمسفوریک، تعدیل موسیقی آراندبی-ترپ» و «ترانه عاشقانه تماماً سینث‌پاپ» توصیف شده‌است.

## عوامل
عوامل تهیه از یادداشت‌های کوتاه اعتبار گرفته شده‌است.
استودیو
- Engineered at Rough Customers Studio (بروکلین هایتس)
- Mixed at Mixstar Studios (ویرجینیا بیچ، ویرجینیا)
- Mastered at Sterling Sound Studios (نیویورک)

دست‌اندرکاران
| - تیلور سوئیفت – ترانه‌نویس، تهیه‌کننده - جک آنتونوف – تهیه‌کننده، ترانه‌نویس، پروگرمینگ، ابزار، آواز پس‌زمینه - لورا سیسک – مهندسی | - سربان غنه – میکسینگ - جان هینز – مهندسی میکس - رندی مریل – ماسترینگ |

## جدول‌ها
| جدول (۲۰۱۷–۱۸)                            | بالاترین موقعیت |
| ----------------------------------------- | --------------- |
| استرالیا (ای‌آرآی‌ای)                       | ۱۶              |
| اتریش (او۳ تاپ ۴۰ اتریش)                  | ۴۳              |
| کانادا (۱۰۰ تک‌آهنگ داغ کانادا)            | ۲۴              |
| فرانسه (اس‌ان‌ئی‌پی)                         | ۷۶              |
| ۹۹                                        |                 |
| ۵                                         |                 |
| ایرلند (IRMA)                             | ۴۴              |
| مالزی (RIM)                               | ۱۳              |
| نیوزیلند (Recorded Music NZ)              | ۳۴              |
| فیلیپین (Philippine Hot 100)              | ۲۷              |
| پرتغال (ای‌اف‌پی)                           | ۶۵              |
| South Korean International Singles (Gaon) | ۸۰              |
| سوئیس (شوایزر هیت‌پاراد)                   | ۹۶              |
| تک‌آهنگ‌های بریتانیا (اوسی‌سی)               | ۲۹              |
| بیلبورد هات ۱۰۰ ایالات متحده              | ۲۷              |

## گواهی‌نامهٔ ها
| منطقه                                   | گواهی | واحد گواهی‌شده/فروش |
| --------------------------------------- | ----- | ------------------ |
| استرالیا (آی‌اف‌پی‌آی استرالیا)            | طلا   | ۳۵٬۰۰۰             |
| ایالات متحده (آرآی‌ای‌ای)                 | طلا   | ۵۰۰٬۰۰۰            |
| رقم فروش+پخش جاری تنها بر پایهٔ گواهی‌ها. |       |                    |